# Acampe cephalotes
A cam Bangladesh (danh pháp hai phần: Acampe cephalotes) là một loài thực vật có hoa trong họ Lan. Loài này được Lindl. mô tả khoa học đầu tiên năm 1853.